# St. Bride's Major
St. Bride's Major är en community i Storbritannien.   Den ligger i kommunen Vale of Glamorgan och riksdelen Wales, i den södra delen av landet, 240 km väster om huvudstaden London.
De större byarna i communityn är St Brides Major, Ogmore-by-Sea och Southerndown. 